# 앨런 블라인더

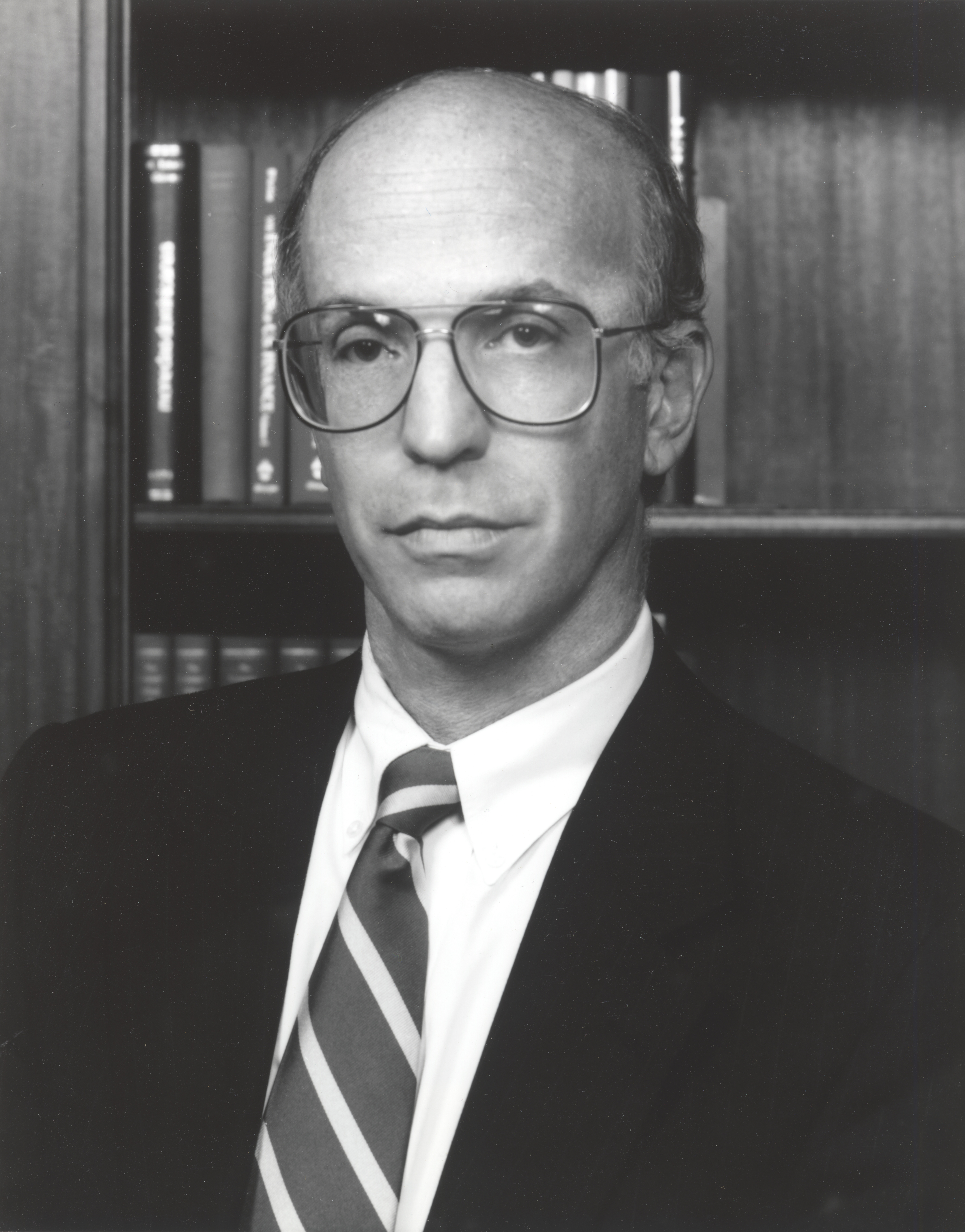
앨런 블라인더

앨런 스튜어트 블라인더(Alan Stuart Blinder, 1945년 10월 14일 ~ )는 미국의 경제학자이다. 블라인더는 IDEAS / RePEc에 따르면 세계에서 가장 영향력 있는 경제학자 중 한 명이며 "그 세대의 위대한 경제 석학 중 하나로 간주된다." 그는 1993년 1월부터 1994년 6월까지 빌 클린턴 대통령의 경제 자문위원회에서 일했으며 1994년 6월부터 1996년 1월까지 연방 준비 제도 이사회의 부의장을 역임했다.